# Royal Bunker/Diskografie
Die Diskografie ist eine Übersicht über die musikalischen Werke des deutschen Hip-Hop-Labels Royal Bunker.

## Alben

### Studioalben
| Jahr | Titel Interpretation                                                                                              | Höchstplatzierung, Gesamtwochen, AuszeichnungChartplatzierungen (Jahr, Titel, Interpretation, Platzierungen, Wochen, Auszeichnungen, Anmerkungen) | Höchstplatzierung, Gesamtwochen, AuszeichnungChartplatzierungen (Jahr, Titel, Interpretation, Platzierungen, Wochen, Auszeichnungen, Anmerkungen) | Höchstplatzierung, Gesamtwochen, AuszeichnungChartplatzierungen (Jahr, Titel, Interpretation, Platzierungen, Wochen, Auszeichnungen, Anmerkungen) | Anmerkungen                                                  |
| Jahr | Titel Interpretation                                                                                              | DE | AT | CH | Anmerkungen                                                  |
| ---- | --- | --- | --- | --- | ------------------------------------------------------------ |
| 1999 | Wissen~Flow~Talent Royal TS                                                                                       | — | — | — | Zweitveröffentlichung: 1999 auf Tape                         |
| 1999 | Neue Wahrheit Justus                                                                                              | — | — | — | Zweitveröffentlichung: 1999 auf Tape                         |
| 1999 | Überfluss Shadow                                                                                                  | — | — | — | Zweitveröffentlichung: 1999 auf Tape                         |
| 1999 | HassickDir? Fuat                                                                                                  | — | — | — | Zweitveröffentlichung: 1999 auf Tape                         |
| 1999 | BattleReimPriorität Nr.2 Taktloss                                                                                 | — | — | — | Zweitveröffentlichung: 1999 auf Tape                         |
| 1999 | Sintflows Die Sekte                                                                                               | — | — | — | Erstveröffentlichung: 1999 auf Tape                          |
| 2000 | Back in Dissniss Royal TS                                                                                         | — | — | — | Erstveröffentlichung: 2000 auf Tape                          |
| 2000 | ...Mit Pint Und Pegel Rhymin Simon                                                                                | — | — | — | Erstveröffentlichung: Juni 2000 auf Tape                     |
| 2000 | Niedere Motive Doktor Fumanschu                                                                                   | — | — | — | Erstveröffentlichung: Juli 2000 auf Tape                     |
| 2001 | Im Narbengarten Splidttercrist                                                                                    | — | — | — | Erstveröffentlichung: März 2001 auf Tape                     |
| 2001 | Pflanzenmensch Meyah Don                                                                                          | — | — | — | Erstveröffentlichung: März 2001 auf Tape                     |
| 2001 | NLP Masters of Rap (M.O.R.)                                                                                       | DE65 (1 Wo.)DE | — | — | Erstveröffentlichung: 30. April 2001 auf CD, Vinyl           |
| 2001 | Siegen oder sterben Rhymin Simon                                                                                  | — | — | — | Erstveröffentlichung: Juni/Juli 2001 auf Tape                |
| 2001 | Reflex Shadow | — | — | — | Erstveröffentlichung: Juni/Juli 2001 auf Tape                |
| 2001 | 2 hässliche in einer schönen Welt Hirnpflox (Meyah Don & Gris)                                                    | — | — | — | Erstveröffentlichung: Juni/Juli 2001 auf Tape                |
| 2001 | Calte Nasse Füße S-Rok                                                                                            | — | — | — | Erstveröffentlichung: Juni/Juli 2001 auf Tape                |
| 2001 | Der Räuschermann B-A-Di                                                                                           | — | — | — | Erstveröffentlichung: Juni/Juli 2001 auf Tape                |
| 2001 | Und die Welt des Untergrundz B-A-Di                                                                               | — | — | — | Erstveröffentlichung: Juni/Juli 2001 auf Tape                |
| 2001 | Team Avantgarde Cryptonasen                                                                                       | — | — | — | Erstveröffentlichung: 2001 auf CD                            |
| 2002 | Radiumreaktion Prinz Porno                                                                                        | — | — | — | Erstveröffentlichung: 23. März 2002 auf CD, Tape             |
| 2002 | Das eine Stück Meiner Romanzn                                                                                     | — | — | — | Erstveröffentlichung: Juni 2002 auf Tape                     |
| 2002 | Erstschlag Battlemiliz (Rufmord, Hassanfall & Vollautomatik)                                                      | — | — | — | Erstveröffentlichung: Juni 2002 auf Tape                     |
| 2002 | Zeichen und Muster Justus                                                                                         | — | — | — | Erstveröffentlichung: 30. September 2002 auf CD, Tape, Vinyl |
| 2002 | Blackbooktape #2 (Jung, schön & stylisch) Prinz Porno                                                             | — | — | — | Erstveröffentlichung: Dezember 2002 auf Tape, CD             |
| 2002 | 00/01 Biztram | — | — | — | Erstveröffentlichung: Dezember 2002 auf Tape                 |
| 2003 | Über alles grün Ranger Storm                                                                                      | — | — | — | Erstveröffentlichung: Januar 2003 auf CD, Tape               |
| 2003 | Progrisiv Gris | — | — | — | Erstveröffentlichung: Februar 2003 auf CD, Tape              |
| 2003 | Doppelalbum (Panzerplatte / Salz für die Nase) PanzDominanz (Kid Kobra & Prinz Pi) / ProMolle (Smexer & Prinz Pi) | — | — | — | Erstveröffentlichung: 10. März 2003 auf CD, Tape             |
| 2003 | Überleg dir was du sagst Separate                                                                                 | — | — | — | Erstveröffentlichung: 17. März 2003 auf CD, Vinyl, Tape      |
| 2003 | Kaporns Welt Al Kaporn                                                                                            | — | — | — | Erstveröffentlichung: 31. März 2003 auf CD, Tape             |
| 2003 | The Funky Adventures of Fumanschu Fumanschu                                                                       | — | — | — | Erstveröffentlichung: 7. Juli 2003 auf CD, Vinyl             |
| 2003 | Egoboost Rhymin Simon                                                                                             | — | — | — | Erstveröffentlichung: Dezember 2003 auf CD                   |
| 2003 | Fuat Hassickdir? III Fuat                                                                                         | — | — | — | Zweitveröffentlichung: Dezember 2003 auf CD, Tape            |
| 2003 | Blackbooktape 3 (Unreleaste Nr.1 Hits) Beatfabrik                                                                 | — | — | — | Erstveröffentlichung: Dezember 2003 auf CD, Tape             |
| 2003 | Weiter Martin B                                                                                                   | — | — | — | Erstveröffentlichung: Dezember 2003 auf Tape                 |
| 2004 | Direkt aus dem Knast (Du Spast) Taktloss & Jack Orsen                                                             | — | — | — | Erstveröffentlichung: 3. Mai 2004 auf CD, Vinyl              |
| 2004 | Note 1+ Jack Orsen                                                                                                | — | — | — | Erstveröffentlichung: 3. Mai 2004 auf CD, Vinyl              |
| 2004 | Dünya Dönüyor (Die Welt dreht sich) Eko & Azra                                                                    | — | — | — | Erstveröffentlichung: 7. Juni 2004 auf CD, Vinyl             |
| 2004 | The Hardest Is Back! Big Derill Mack                                                                              | — | — | — | Erstveröffentlichung: 29. September 2004 auf CD              |
| 2005 | Das RapDeutschlandKettensägenMassaker K.I.Z                                                                       | — | — | — | Erstveröffentlichung: 15. April 2005 auf CD                  |
| 2005 | Reanimator Rufmord                                                                                                | — | — | — | Erstveröffentlichung: April 2005 auf CD                      |
| 2005 | Der Spitter vom Dienst Big Derill Mack                                                                            | — | — | — | Erstveröffentlichung: 13. Mai 2005 auf CD                    |
| 2005 | Nacht Tua | — | — | — | Erstveröffentlichung: Juli 2005 auf CD                       |
| 2005 | Pöbeln Mit Stil Catee                                                                                             | — | — | — | Erstveröffentlichung: August 2005 auf CD                     |
| 2005 | Kingpintin' Rhymin Simon                                                                                          | — | — | — | Erstveröffentlichung: 14. Oktober 2005 auf CD                |
| 2006 | Live aus der Crunkarena H.A.C.K. (Staiger, Big Derill Mack & Boss A)                                              | — | — | — | Erstveröffentlichung: 11. August 2006 auf CD                 |
| 2007 | Mach et einfach! Icke & Er                                                                                        | — | — | — | Erstveröffentlichung: Juni 2007 auf Vinyl                    |
| 2007 | Hahnenkampf K.I.Z                                                                                                 | DE9 Gold · (8 Wo.)DE | AT47 (2 Wo.)AT | — | Erstveröffentlichung: 24. August 2007 auf CD                 |
| 2009 | Sexismus gegen Rechts K.I.Z                                                                                       | DE7 Gold · (8 Wo.)DE | AT32 (2 Wo.)AT | CH69 (1 Wo.)CH | Erstveröffentlichung: 10. Juli 2009 auf CD                   |

### Kompilationen
| Jahr | Titel Interpretation                   | Höchstplatzierung, Gesamtwochen, AuszeichnungChartplatzierungen (Jahr, Titel, Interpretation, Platzierungen, Wochen, Auszeichnungen, Anmerkungen) | Höchstplatzierung, Gesamtwochen, AuszeichnungChartplatzierungen (Jahr, Titel, Interpretation, Platzierungen, Wochen, Auszeichnungen, Anmerkungen) | Höchstplatzierung, Gesamtwochen, AuszeichnungChartplatzierungen (Jahr, Titel, Interpretation, Platzierungen, Wochen, Auszeichnungen, Anmerkungen) | Anmerkungen                                    |
| Jahr | Titel Interpretation                   | DE | AT | CH | Anmerkungen                                    |
| ---- | -------------------------------------- | --- | --- | --- | ---------------------------------------------- |
| 2000 | Berlin No.1 Volume 2 V.A.              | — | — | — | Erstveröffentlichung: 2000 auf Tape            |
| 2002 | Fettfleck Sampler Volume One Fettfleck | — | — | — | Erstveröffentlichung: 23. März 2002 auf CD     |
| 2004 | RB Nr. 1 Vol. 1 V.A.                   | — | — | — | Erstveröffentlichung: 22. März 2004 auf CD     |
| 2006 | RB Nr. 1 Vol. 2 – Rock 'N' Roll V.A.   | — | — | — | Erstveröffentlichung: 10. November 2006 auf CD |

### Mixtapes
| Jahr | Titel Interpretation                           | Höchstplatzierung, Gesamtwochen, AuszeichnungChartplatzierungen (Jahr, Titel, Interpretation, Platzierungen, Wochen, Auszeichnungen, Anmerkungen) | Höchstplatzierung, Gesamtwochen, AuszeichnungChartplatzierungen (Jahr, Titel, Interpretation, Platzierungen, Wochen, Auszeichnungen, Anmerkungen) | Höchstplatzierung, Gesamtwochen, AuszeichnungChartplatzierungen (Jahr, Titel, Interpretation, Platzierungen, Wochen, Auszeichnungen, Anmerkungen) | Anmerkungen                                    |
| Jahr | Titel Interpretation                           | DE | AT | CH | Anmerkungen                                    |
| ---- | ---------------------------------------------- | --- | --- | --- | ---------------------------------------------- |
| 2000 | In Gun Fettt Trust Boba Fettt & DJ Gunzales    | — | — | — | Erstveröffentlichung: Oktober 2000 auf Tape    |
| 2001 | In Gun Fettt Trust II Boba Fettt & DJ Gunzales | — | — | — | Erstveröffentlichung: 2001 auf Tape            |
| 2001 | Two Skies DJ Cutana                            | — | — | — | Erstveröffentlichung: März 2001 auf Tape       |
| 2002 | Kotzen und Auflegen Big Bennay                 | — | — | — | Erstveröffentlichung: Februar/März 2002 auf CD |
| 2002 | Convivum II DJ Nicon                           | — | — | — | Erstveröffentlichung: Februar/März 2002 auf CD |
| 2002 | Blackbooktape Fumanschu                        | — | — | — | Erstveröffentlichung: September 2002 auf Tape  |
| 2005 | Hiphop Is Still OK! Masters of Rap (M.O.R.)    | — | — | — | Erstveröffentlichung: 16. Dezember 2005 auf CD |
| 2006 | Böhse Enkelz K.I.Z                             | — | — | — | Erstveröffentlichung: 17. Februar 2006 auf CD  |

### EPs
| Jahr | Titel Interpretation                      | Höchstplatzierung, Gesamtwochen, AuszeichnungChartplatzierungen (Jahr, Titel, Interpretation, Platzierungen, Wochen, Auszeichnungen, Anmerkungen) | Höchstplatzierung, Gesamtwochen, AuszeichnungChartplatzierungen (Jahr, Titel, Interpretation, Platzierungen, Wochen, Auszeichnungen, Anmerkungen) | Höchstplatzierung, Gesamtwochen, AuszeichnungChartplatzierungen (Jahr, Titel, Interpretation, Platzierungen, Wochen, Auszeichnungen, Anmerkungen) | Anmerkungen                                           |
| Jahr | Titel Interpretation                      | DE | AT | CH | Anmerkungen                                           |
| ---- | ----------------------------------------- | --- | --- | --- | ----------------------------------------------------- |
| 2000 | Warum rappst du? EP 97/98 Kool Savas      | — | — | — | Erstveröffentlichung: Juli 2000 auf Tape              |
| 2001 | Jetzt kommen wir auf die Sachen Eko Fresh | — | — | — | Erstveröffentlichung: 10. Dezember 2001 auf CD, Vinyl |
| 2001 | NEP Masters of Rap (M.O.R.)               | — | — | — | Erstveröffentlichung: Dezember 2001 auf CD, Vinyl     |
| 2002 | Rückblick EP Illuminaten                  | — | — | — | Erstveröffentlichung: Mai/Juni 2002 auf Vinyl         |
| 2002 | Picknick Prinz Porno                      | — | — | — | Erstveröffentlichung: Mai/Juni 2002 auf Vinyl         |
| 2002 | Azrabesk Azra                             | — | — | — | Erstveröffentlichung: 1. Juni 2002 auf CD, Vinyl      |
| 2003 | Gegensaetze Shadow                        | — | — | — | Erstveröffentlichung: Februar 2003 auf CD, Vinyl      |

## Singles
| Jahr | Titel Interpretation                            | Höchstplatzierung, Gesamtwochen, AuszeichnungChartplatzierungen (Jahr, Titel, Interpretation, Platzierungen, Wochen, Auszeichnungen, Anmerkungen) | Höchstplatzierung, Gesamtwochen, AuszeichnungChartplatzierungen (Jahr, Titel, Interpretation, Platzierungen, Wochen, Auszeichnungen, Anmerkungen) | Höchstplatzierung, Gesamtwochen, AuszeichnungChartplatzierungen (Jahr, Titel, Interpretation, Platzierungen, Wochen, Auszeichnungen, Anmerkungen) | Anmerkungen                                            |
| Jahr | Titel Interpretation                            | DE | AT | CH | Anmerkungen                                            |
| ---- | ----------------------------------------------- | --- | --- | --- | ------------------------------------------------------ |
| 2002 | Dreck Justus                                    | — | — | — | Erstveröffentlichung: 1. Juni 2002 auf CD, Vinyl       |
| 2002 | Hard 2 Amuse Separate                           | — | — | — | Erstveröffentlichung: September 2002 auf Vinyl         |
| 2002 | Was ihr wollt Justus                            | — | — | — | Erstveröffentlichung: Oktober 2002 auf Tape            |
| 2003 | Wir wollen Pussies Al Kaporn                    | — | — | — | Erstveröffentlichung: Mai/Juni 2003 auf CD, Vinyl      |
| 2003 | Die Zeit danach Meyah Don                       | — | — | — | Erstveröffentlichung: 2. Juni 2003 auf CD, Vinyl       |
| 2003 | Fumancar Fumanschu                              | — | — | — | Erstveröffentlichung: 2. Juni 2003 auf CD, Vinyl       |
| 2003 | Ein Schritt weiter/Nichts zu verlieren Separate | — | — | — | Erstveröffentlichung: 4. August 2003 auf CD            |
| 2004 | Chabo Mambo Chablife (Jaysus & Kay One)         | — | — | — | Erstveröffentlichung: 2. Februar 2004 auf Tape         |
| 2004 | Eigentlich schön Eko & Azra feat. Chablife      | — | — | — | Erstveröffentlichung: 28. Juni 2004 auf CD             |
| 2004 | Ich bin ein Chabo Chablife                      | — | — | — | Erstveröffentlichung: Juli/August 2004 auf Vinyl       |
| 2004 | Wilder Mann, Wilde Bitch Rhymin Simon           | — | — | — | Erstveröffentlichung: 29. September 2004 auf CD, Vinyl |
| 2007 | Geld essen (Ausgestopfte Rapper) K.I.Z          | DE60 (4 Wo.)DE | AT71 (1 Wo.)AT | — | Erstveröffentlichung: 24. August 2007 auf CD, Vinyl    |
| 2007 | Spasst K.I.Z                                    | DE94 (1 Wo.)DE | — | — | Erstveröffentlichung: 2. November 2007 auf CD, Vinyl   |
| 2008 | Hölle (2008) K.I.Z feat. Bela B                 | DE39 (8 Wo.)DE | — | — | Erstveröffentlichung: 6. Juni 2008 auf CD              |
| 2009 | Das System (Die kleinen Dinge) K.I.Z feat. Sido | DE89 (1 Wo.)DE | — | — | Erstveröffentlichung: 18. September 2009 auf CD        |

## Videoalben und Musikvideos

### Videoalben
| Jahr | Titel                                                       | Interpretation |
| ---- | ----------------------------------------------------------- | -------------- |
| 2004 | Gegen die Kultur – Teil 1: Punchlines, Tapes und Fanatismus | Royal Bunker   |

### Musikvideos
| Jahr | Titel Interpretation                                                             | Regisseur(e)     |
| ---- | -------------------------------------------------------------------------------- | ---------------- |
| 2001 | Bei mir Masters of Rap (M.O.R.)                                                  |                  |
| 2002 | 23 (Rap ist meine Schwester) Prinz Pi feat. Ben Salomo, Kid Kobra, Smexer & Asek |                  |
| 2002 | H_Eiskalt Prinz Pi                                                               |                  |
| 2002 | Komm her Eko Fresh                                                               | Müsli            |
| 2002 | Was ihr wollt Justus feat. Prinz Pi, Fumanschu & Kid Kobra                       | Omar             |
| 2003 | Briefe an Rap Meyah Don feat. Estess, Gris & Pixie                               | Jakob Erlenmeyer |
| 2003 | Wir wollen Pussies Al Kaporn                                                     |                  |
| 2003 | Fumancar Fumanschu                                                               | Marcus Staiger   |
| 2003 | S-E-P-A-R-A-T-E Separate                                                         |                  |
| 2004 | Booyaka Taktloss & Jack Orsen                                                    |                  |
| 2004 | Eigentlich schön Eko Fresh & Azra feat. Chablife                                 | Marc Paap        |
| 2005 | Die Nacht Rufmord                                                                |                  |
| 2005 | Lasst uns chillen Schlampen II Rhymin Simon feat. King Orgasmus One              | Marcus Staiger   |
| 2005 | Kick off/Kniet nieder Masters of Rap (M.O.R.)                                    |                  |
| 2006 | Freiwild K.I.Z                                                                   |                  |
| 2006 | Hölle K.I.Z                                                                      |                  |
| 2006 | Kneipe Catee feat. Big Derill Mack                                               | Julia Manzke     |
| 2007 | Ellenbogengesellschaft (Pogen) K.I.Z                                             |                  |
| 2007 | Geld essen (Ausgestopfte Rapper) K.I.Z                                           | Joern Heitmann   |
| 2007 | Spasst K.I.Z                                                                     | Joern Heitmann   |
| 2008 | Neuruppin K.I.Z                                                                  | Ole Leifels      |
| 2008 | Hölle K.I.Z feat. Bela B                                                         | Joern Heitmann   |
| 2009 | Eintritt K.I.Z                                                                   | Peter Domsch     |
| 2009 | Das System (Die kleinen Dinge) K.I.Z feat. Sido                                  | Guido Weiß       |